# Pancerniki typu Borodino
Pancerniki typu Borodino – rosyjskie pancerniki generacji przeddrednotów z okresu wojny rosyjsko-japońskiej i I wojny światowej. Zbudowano 5 okrętów tego typu które weszły do służby w 1904. Trzy z nich zostały zatopione w bitwie pod Cuszimą, jeden zdobyty tam służył następnie pod banderą japońską.

## Historia
Na przełomie XIX i XX wieku Japonia przystąpiła do rozbudowy floty, zamawiając 6 pancerników w Wielkiej Brytanii i stając się zagrożeniem dla rosyjskich interesów na Dalekim Wschodzie. W celu odzyskania przewagi, władze rosyjskie postanowiły zbudować serię okrętów specjalnie dla potrzeb wzmocnienia floty Dalekiego Wschodu. Podjęto w tym celu prace nad wyborem standardowego typu pancernika, narzucając jednakże ograniczenie jego wyporności do 12 000 t. Zakłady Bałtyckie zaproponowały projekt będący rozwinięciem typu Pierieswiet z działami kalibru 305 mm, istniał również projekt oparcia nowego typu na zamówionym w USA w kwietniu 1898 udanym pancerniku „Retwizan”. Jednakże, w czerwcu 1898 generał-admirał wielki książę Aleksy nieoczekiwanie wybrał wstępny projekt autorstwa Amable Lagane'a, przedstawiony przez francuską stocznię Société Nouvelle des Forges et Chantiers de la Méditerranée w Tulonie (najprawdopodobniej o wyborze projektu francuskiego decydowały względy personalne i układy poszczególnych instytucji odpowiedzialnych za marynarkę na dworze carskim). Jeden okręt został zamówiony we Francji („Cesariewicz”), natomiast stocznie rosyjskie miały według projektu francuskiego zbudować dalsze pięć. Od nazwy pierwszego okrętu, budowane w Rosji pancerniki były nazywane typem Borodino.
Ponieważ dokumentacja francuska jeszcze nie była gotowa, szczegółowe plany okrętów były dla zaoszczędzenia czasu częściowo opracowane w Rosji. W porównaniu z „Cesarewiczem”, rosyjscy inżynierowie Zakładów Bałtyckich wprowadzili do projektu niewielkie modyfikacje, przede wszystkim zwiększono powierzchnię pancerza, opancerzając kazamaty dział 75 mm kosztem zmniejszenia grubości pancerza burtowego. Mimo niechęci władz do przekraczania zadanej wyporności, nieco zwiększono długość kadłuba i wyporność. W większym stopniu okręty „zelektryfikowano”. Poza pierwszym okrętem, zastosowano jednak słabsze maszyny napędowe rosyjskiej produkcji (15 800 KM zamiast 16 700 KM). Przy tym, szczegółowe plany były opracowywane przez trzy poszczególne stocznie osobno i w efekcie okręty różniły się od siebie w szczegółach.

## Budowa
Pierwszy okręt „Borodino” wciągnięto na listę floty 20 marca 1899 i 14 maja rozpoczęto faktycznie budowę, a 22 sierpnia tego roku na listę floty wciągnięto dwa dalsze: „Imperator Aleksander III” i „Orioł” (pol. orzeł), chociaż oficjalne rozpoczęcie budowy całej trójki miało miejsce dopiero w maju 1900. Budowa i wyposażanie okrętów opóźniały się z powodu słabej organizacji pracy i opóźnień poddostawców, zwłaszcza dotyczyło to „Borodino” i „Orła” budowanych w dwóch stoczniach państwowych portu petersburskiego, w mniejszym stopniu trzech pozostałych budowanych w prywatnych Zakładach Bałtyckich. Jako pierwszego zwodowano „Imperatora Aleksandra III” 20 lipca 1901, po czym w Zakładach Bałtyckich zbudowano kolejno dwa ostatnie okręty typu (daty w kalendarzu juliańskim).
W chwili wybuchu wojny rosyjsko-japońskiej (9 lutego 1904), okręty znajdowały się dopiero na etapie prac wyposażeniowych, również przeciągających się na skutek słabej organizacji (okręty rosyjskie budowane w Petersburgu były wyposażane w porcie kronsztadzkim, poza macierzystymi stoczniami). Dopiero od lipca 1904, po nieudanej próbie przerwania się I Eskadry Pacyfiku z Port Artura, podjęto nadzwyczajne środki w celu przyspieszenia wyposażania okrętów. Jako pierwszy gotowość uzyskał „Imperator Aleksander III”. Zrezygnowano jednak z proponowanego przez Zakłady Bałtyckie szybszego ukończenia ostatniego pancernika „Sława”.
Daty poniżej w kalendarzu juliańskim:
| nazwa                                                | rozpoczęcie budowy, stocznia                         | oficjalne położenie stępki | wodowanie    | ukończenie       |
| ---------------------------------------------------- | ---------------------------------------------------- | -------------------------- | ------------ | ---------------- |
| „Borodino” (Бородино)                                | 14. 05. 1899, Nowoje Admiraltiejstwo, St. Petersburg | 11. 5. 1900                | 26. 08. 1901 | wrzesień 1904    |
| „Impierator Aleksandr III” (Император Александр III) | 24. 08. 1899, Zakłady Bałtyckie, St. Petersburg      | 11. 05. 1900               | 21. 07. 1901 | 10. 02. 1904     |
| „Orioł” (Орел)                                       | 26. 10. 1899, Galernyj Ostrowok, St.Petersburg       | 20. 5. 1900                | 06. 07. 1902 | październik 1904 |
| „Kniaź Suworow” (Князь Суворов)                      | 28. 07. 1901, Zakłady Bałtyckie, St. Petersburg      | 26. 08. 1901               | 12. 09. 1902 | 27. 08. 1904     |
| „Sława” (Слава)                                      | ?, Zakłady Bałtyckie, St. Petersburg                 | 19. 10. 1902               | 16. 08. 1903 | październik 1905 |

## Opis i ocena
Pod względem uzbrojenia i opancerzenia pancerniki typu Borodino były typowymi przedstawicielami generacji przeddrednotów początku XX wieku. Uzbrojenie główne stanowiły 4 działa 305 mm w dwudziałowych wieżach na dziobie i rufie. Mniej typowe było umieszczenie uzbrojenia pomocniczego – 12 dział 152 mm w dwudziałowych wieżach na burtach, zamiast w kazamatach. Pozwalało to uchronić działa od zalewania podczas sztormu i dawało im lepsze kąty ostrzału, zwłaszcza w kierunku dziobu i rufy. Rozwiązanie to, chociaż nowoczesne, ale w efekcie nie było udane, ponieważ wczesne wieże były jeszcze niedopracowane i ciasne, co zmniejszało szybkostrzelność, ponadto często ich możliwość obrotu blokowała się przy uszkodzeniach, wyłączając z akcji aż dwa działa. Uzbrojenie pomocnicze stanowiły powszechnie stosowane działa 75 mm i 47 mm, aczkolwiek działa tych kalibrów były już mało skuteczne na pancernikach.
Opancerzenie okrętów zapewniało ogólnie dobry stopień ochrony, wykonane było z najmocniejszej wówczas stali pancernej Kruppa. Zaprojektowane zostało według koncepcji Emile Bertina – niezatapialność okrętu miała zapewnić zamknięta cytadela pancerna, pomiędzy dwoma pokładami pancernymi, chroniona po bokach pancernym pasem burtowym i dodatkowymi wewnętrznymi przegrodami wzdłużnymi grubości 40 mm (nie stosowanymi jeszcze powszechnie).
Opancerzenie burt stanowił główny pas pancerny na linii wodnej (wysokości 2 m, inne dane: 1,66 m). Najgrubsza była jego środkowa część – 194 mm, zajmująca ponad połowę długości okrętu i chroniąca siłownię, natomiast w kierunku dziobu i rufy pas był cieńszy – od 145 do 125 mm (w stosunku do „Cesarewicza”, zmniejszono grubość pasa ze 160–250 mm). Nad głównym pasem burtowym był górny pas grubości od 102 do 152 mm i wysokości 1,67 m („Cesarewicz” – 152–203 mm). Wewnętrzny pokład pancerny miał grubość 47–61 mm. Na trzech ostatnich okrętach ulepszono ochronę przez połączenie dolnego pokładu pancernego z burtami za pomocą skosów (na „Cesarewiczu” i dwóch pierwszych, pokład pancerny kończył się po bokach połączeniem ze wzdłużną przegrodą 40 mm). Opancerzone były ponadto wieże i barbety artylerii głównej i średniej, a także kazamaty dział 75 mm, aczkolwiek nieopancerzone furty dział były wrażliwe na ostrzał. Masa pancerza wynosiła ok. 26,3% wyporności.

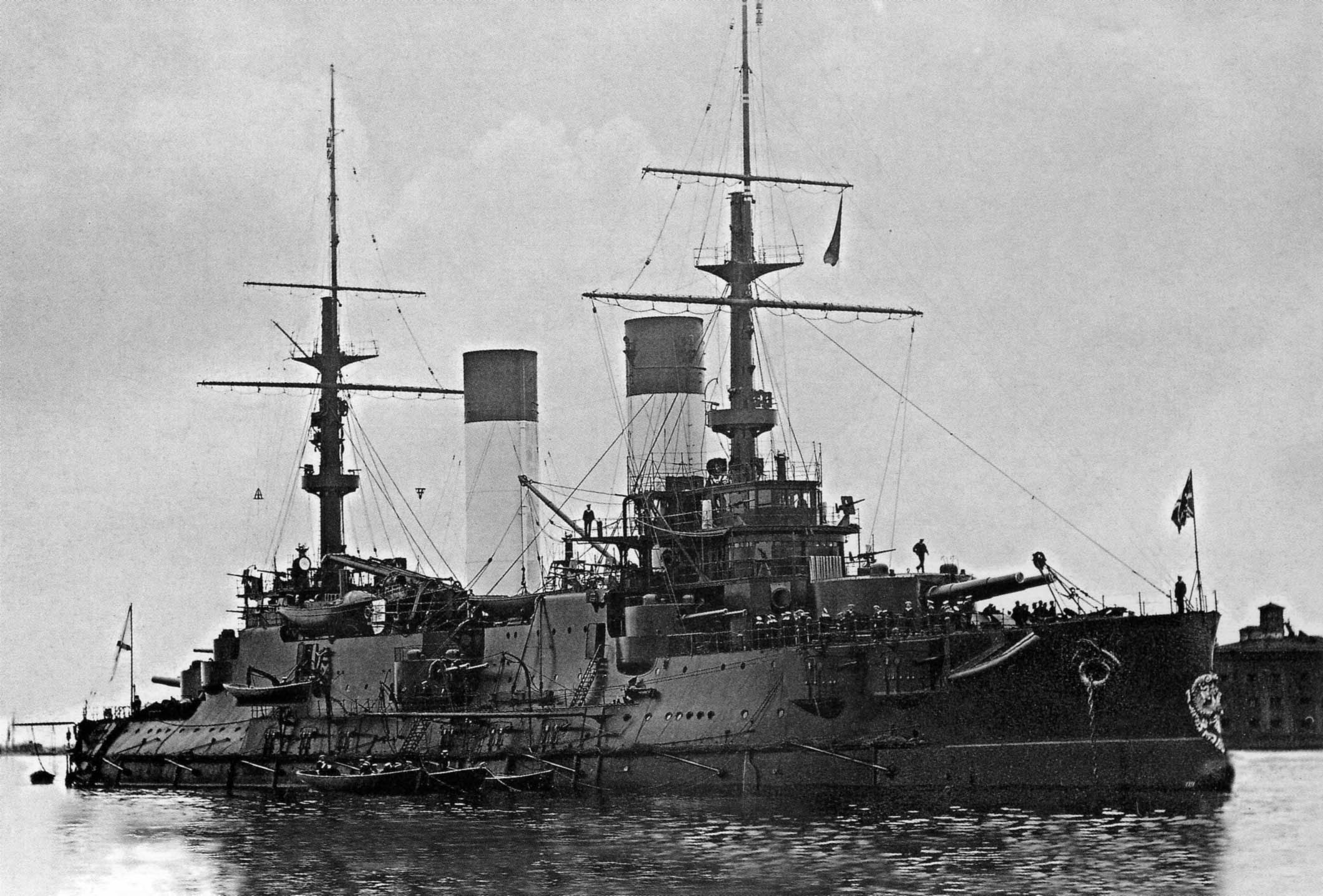
„Imperator Aleksander III” w Kronsztadzie – widoczna forma burt

Nietypową cechą architektury kadłuba, stosowaną na francuskich projektach, były mocno pochylające się do wewnątrz burty, przez co kadłub miał w przekroju poprzecznym gruszkowaty kształt. Budowany najszybciej „Impierator Aleksandr III” miał przy tym burty na końcu śródokręcia przechodzące gładko w ściany nadbudowy, jak na francuskim pierwowzorze, a w kolejnych pancernikach zmieniono kształt tej części, robiąc boczne przejścia z pokładu rufowego na śródokręcie. Zaletą był podniesiony pokład dziobowy, polepszający własności morskie. Charakterystyczne dla szkoły francuskiej były też rozbudowane nadbudówki na śródokręciu. Okręty typu Borodino, podobnie jak większość rosyjskich okrętów, cierpiały jednak z powodu przeciążenia konstrukcyjnego, tym bardziej, że nie posiadały zapasu wyporności (negatywnie na projekcie odbiło się nieracjonalne dążenie władz rosyjskich do utrzymania jak najmniejszej wyporności projektowej, gdy nowo budowane na świecie pancerniki dochodziły do 15 000 ton). Na skutek przeciążenia zwiększało się zanurzenie i burtowy pas pancerny znajdował się w większości pod wodą, tracąc na skuteczności, a okręty stawały się bardziej wrażliwe na utratę stateczności. Co więcej, przeciążenie jeszcze zwiększano podczas pochodu II Eskadry Pacyfiku na wschód z powodu przeładowania okrętów węglem. Kolejną wadą okrętów, nie wiążącą się jednak z samym projektem, było niedocenienie zagrożenia pożarowego stwarzanego przez drewniane elementy wyposażenia (przy tym, zalewanie okrętów masami wody podczas walki z pożarami dodatkowo pogarszało ich stateczność).
Ogólnie pancerniki typu Borodino nie ustępowały znacząco innym nowoczesnym konstrukcjom tego okresu, w tym japońskiej „Mikasie”. Jednakże, obecnie ocenia się, że bardziej racjonalne byłoby oparcie standardowego pancernika na zbudowanym w USA „Retwizanie” lub skonstruowanym w Rosji dla Floty Czarnomorskiej „Potiomkinie”, z zastosowaniem mocniejszych maszyn. Projekty te dysponowały zrównoważonymi charakterystykami i dobrym stopniem ochrony, a możliwy był krótszy czas ich projektowania, co być może pozwoliłoby na wcześniejsze wejście do służby (i być może uniknięcie wojny z Japonią).

## Skrócone losy okrętów
W nawiasach daty w kalendarzu juliańskim.

### W II Eskadrze Pacyfiku
Cztery ukończone pancerniki „Borodino”, „Imperator Aleksander III”, „Orzeł” i „Kniaź Suworow” utworzyły rdzeń II Eskadry Oceanu Spokojnego, mającej udać się na odsiecz I Eskadrze w Port Artur. „Kniaź Suworow” został flagowym okrętem wiceadmirała Zinowija Rożestwienskiego. Dowódcą „Borodino” był kapitan I rangi (komandor) P. Sieriebriennikow, „Imperatora Aleksandra III” – kapitan I rangi N. Buchwostow, „Orła” – kapitan I rangi Mikołaj Jung, „Kniazia Suworowa” – W. Ignacius. 15 października 1904 II Eskadra wypłynęła z Libawy w długi rejs na Daleki Wschód, naokoło Hiszpanii, Afryki i Indochin. Od 29 grudnia 1904 do 16 marca 1905 rosyjska flota pozostawała na Madagaskarze.
27 maja 1905 doszło do bitwy pod Cuszimą. Tuż przed bitwą, rosyjski dowódca uformował zespół, początkowo płynący w dwóch kolumnach (w prawej 4 pancerniki typu Borodino, w lewej reszta okrętów), w jedną kolumnę. Podczas walki artyleryjskiej z japońskimi pancernikami, flagowy „Kniaź Suworow” stał się jednym z pierwszych celów, na których Japończycy skoncentrowali ogień (obok pancernika „Oslabia”), szybko wywołując liczne pożary i niszcząc rufową wieżę dział oraz powodując przechył na skutek przebicia burty. O godzinie 14.26 na skutek uszkodzenia maszynki sterowej, okręt wyszedł z szyku i zatoczył cyrkulację. Z uszkodzonego i płonącego „Suworowa” wiceadmirał, który został w toku bitwy raniony, został zabrany z kilkunastoma osobami sztabu przez niszczyciel „Bujnyj”. „Kniaź Suworow” został później w nocy dobity torpedami przez japońskie niszczyciele i zatonął z całą załogą.
Po wyjściu z szyku „Suworowa”, czołowym okrętem rosyjskim stał się „Imperator Aleksander III”. Stał się on celem japońskiego zmasowanego ostrzału i stopniowo na skutek uszkodzeń i pożarów przesuwał się na dalsze miejsca w kolumnie, lecz kontynuował marsz. Od 14.40 eskadrę rosyjską prowadził „Borodino”. Po południu siły główne skierowały się znowu na północ w kierunku Władywostoku. Tam jednak ponownie wieczorem natknęły się na japońskie pancerniki i na nowo rozgorzała walka artyleryjska. Około godz. 19 „Aleksander III” wyszedł w lewo z szyku w kierunku linii japońskich krążowników pancernych, koncentrując na sobie ich ogień, po czym poszedł dziobem pod wodę z przechyłem na prawą burtę i zatonął. Nikt z załogi nie uratował się (krążownik „Izumrud” musiał zaprzestać prób ratowania na skutek ostrzału). Również ok. godz. 19 ciężko uszkodzony „Borodino” przewrócił się przez prawą burtę i zatonął, uratowano tylko jedną osobę.

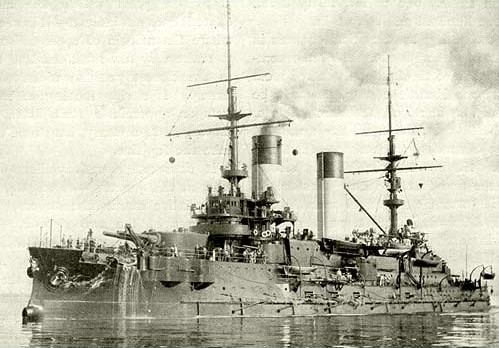
„Orzeł”. Malowanie kominów na żółto było znakiem rozpoznawczym rosyjskiej eskadry, ułatwiającym jednak dostrzeżenie okrętów

W toku bitwy, „Orioł” około 14.30 ostrzelał krążownik pancerny „Iwate”, powodując jego uszkodzenia. Następnie sam stał się przedmiotem zmasowanego ognia i odniósł liczne uszkodzenia od trafień bezpośrednich i odłamków. Wyłączono z akcji większość jego artylerii średniej i lekkiej oraz raniono większość przebywających w wieży dowodzenia. Czterokrotnie raniony został dowódca (zmarł w niewoli), a dowództwo objął kapitan II rangi K. Szwede. Okręt ogarniały pożary, z którymi jednak łatwiej było walczyć, ponieważ dowództwo „Orła” jako jednego z niewielu okrętów jeszcze przed bitwą podjęło kroki w celu usunięcia łatwopalnego drewnianego wyposażenia pomieszczeń, wbrew stanowisku głównodowodzącego (na „Orle" także prowadzono wcześniej ćwiczenia awaryjne, w skutecznym likwidowaniu przechyłów przez zatapianie pomieszczeń). Po zapadnięciu zmroku i przerwaniu bitwy, „Orzeł” dołączył do eskadry kontradmirała Nikołaja Niebogatowa, z którą w nocy odpierał skutecznie ataki torpedowe, po czym skierował się ponownie na północ w kierunku Władywostoku. Rano 28 maja, zespół Niebogatowa został okrążony przez główne siły japońskie. „Orioł” odpowiedział ogniem na ostrzał Japończyków, jednakże nie mając szans w starciu, Niebogatow poddał swój zespół. „Orioł” został następnie zdobyty przez Japończyków. W toku walki wyczerpał większość amunicji 305 mm, zginęło 75 członków załogi, kilkuset odniosło rany.
Przyczyny klęski były złożone, opisane dokładniej w artykule o samej bitwie. Nie wykorzystano jednak we właściwy sposób możliwości nowych pancerników typu Borodino, które, stanowiąc jednolity zespół dysponujący wysoką wartością bojową i względnie dużą prędkością, nie musiały być związane z resztą niejednolitej i powolnej eskadry, lecz mogły z większym pożytkiem być użyte działając w bitwie osobno, ewentualnie razem z „Oslabią”.

### W służbie japońskiej
Po remoncie, Japończycy wcielili „Orła” do służby pod nazwą „Iwami”. Zamienili przy tym wieże dział 152 mm na 6 pojedynczych dział 203 mm. Podczas I wojny światowej, w 1914 okręt uczestniczył w zdobyciu niemieckiej bazy Qingdao w Chinach. W 1918 dawny „Orioł” wspierał japońskie wojska interwencyjne podczas wojny domowej w Rosji, m.in. we Władywostoku. Został wycofany z listy floty w 1922.

### „Sława”

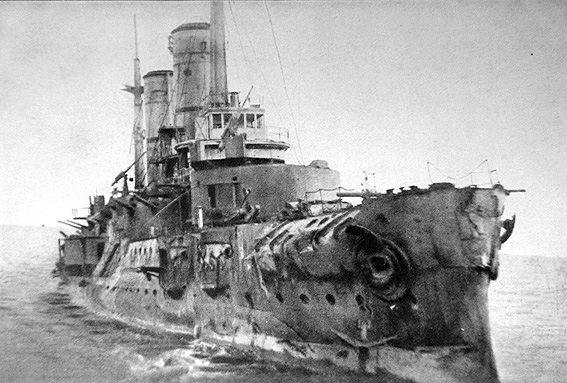
Zniszczony pancernik „Sława”

Pancernik „Sława” został ukończony dopiero pod koniec wojny rosyjsko-japońskiej. Nie została ona wysłana do Władywostoku ze względu na podpisanie pokoju 5 września 1905 roku. Pomimo rewolucji która wybuchła w Rosji załoga pancernika została wierna carowi. Po wybuchu I wojny światowej „Sława” i „Cesarewicz” stanowiły jeden zespół operacyjny i stanowiły w 1915 roku daleka osłonę rajdu rosyjskiego na Gotlandię. Następnie popłynęła do Zatoki Ryskiej gdzie razem z pancernikiem „Cesarewicz” miała bronić wysp Moonsundzkich przed planową niemiecką inwazją. Pomimo że dwa przeddrednoty były już stare i przestarzałe to stanowiły dla Niemców duże zagrożenie gdyż dysponowały dużą siłą ognia. W 1915 roku razem z kilkoma kanionierkami powstrzymała pochód 15 pancerników, 3 krążowników liniowych oraz mniejszych jednostek przez Cieśninę Irbeńską. W zatoce Ryskiej w obliczu wzmożonej aktywności lotnictwa niemieckiego w roku 1916 została ona trafiona 3 bombami, które wywołały uszkodzenia i zranienia marynarzy. W 1917 roku zaczęła się operacja Albion, czyli niemieckie desanty na wyspy Moonsundzkie. „Sława” razem z „Cesarewiczem”, „Admirałem Makarowem”, „Bajanem”, „Dianą” i 26 niszczycielami miały zadanie powstrzymać niemieckie drednoty wspierające desanty. Na samym początku działa lądowe kalibru 305 mm powstrzymały niemieckie pancerniki, ale następnego dnia czyli 15 października Rosjanie wysadzili swoje działa powodując że niemieckie drednoty wpłynęły do zatoki. 17 października doszło do bitwy w cieśninie Muhu (Moon). Rosyjskie pancerniki starły się z drednotami niemieckimi. O 7.22 „Sława” i „Cesarewicz” otworzyły ogień do 8 flotylli trałowców zmuszając je do odwrotu. O 8.05 pojawiły się niemieckie okręty liniowe, które po wymianie ognia o 8.50 skryły się za zasłonami dymnymi. Kolejne starcie miało miejsce o 9.00. „Sława” wówczas borykała się z awarią wieży dziobowej 305 mm. O 9.30 nad Rosjan nadleciały niemieckie samoloty, które pomimo zrzucenia 50 bomb nie uzyskały trafienia. O 9.50 wiceadmirał Bachiriew obawiając się zablokowania swoich sił poprzez odcięcie drogi odwrotu wydał rozkaz zaatakowania Niemców. Krążownik „Bajan" oraz 2 stare pancerniki ruszyły w kierunku południowego wejścia do cieśniny Muhu. Strzelając ogniem ciągłym z dystansu 12 500 – 13 000 metrów zmusiły do odwrotu trałowce, ale nowoczesnym drednotom już nie mogły dać rady. „Sława" pomimo uników została uszkodzona i o 10.25 rozpoczęła manewr wyjścia spod ognia. Pomimo tego została trafiona w sumie jeszcze 7 razy. Najgroźniejsze były 3 pierwsze trafienia, ponieważ dwa pociski trafiły w okolice dziobowego działa powodując duże uszkodzenia. Trzeci trafił w maszynownie automatycznie więc „Sława” zaczęła zwalniać, jej kadłub przyjął 1000 ton wody, zwiększył zanurzenie o metr i dostał 8 stopniowego przechyłu. Walka zakończyła się o 10.50. W jej czasie „Cesarewicz” otrzymał 3 trafienia a „Bajan” jedno. „Sława” pomimo uszkodzeń dotarła do wyjścia z cieśniny ale wtedy okazało się, że jej dziób ma tak duże przegłębienie, że podczas forsowania cieśniny może zaryć o dno unieruchamiając pancernik. Wówczas wiceadmirał Bachiriew rozkazał „Sławie” ustawić się w poprzek cieśniny żeby poprzez jej zatopienie zablokować cieśninę choć częściowo. Stary pancernik przepuścił „Bajana”, „Cesarewicza” i niszczyciele przez cieśninie wówczas wykonała zwrot i stanęła w poprzek cieśniny. „Sława” po wykonaniu zwrotu i ewakuacji załogi nie chciała sama zatonąć. Dowodziło to, że pancerniki typu Borodino były bardzo wytrzymałe i nie łatwo je można było zatopić. Dopiero torpeda z niszczyciela dokonała dzieła zniszczenia i pancernik osiadł na płytkim dnie. Niemieckie drednoty zaprzestały pościgu po wejściu w płytki obszar i zauważeniu min.

## Dane techniczne
- wyporność: 14.200 t.
- wymiary:
  - długość: 121 m (118,8 m na linii wodnej)
  - szerokość: 23,2 m
  - zanurzenie: 7,97-8,9 m
- siłownia: 2 pionowe 3-cylindrowe maszyny parowe potrójnego rozprężania o mocy łącznej 15 800 KM (16 300 na "Borodino"), 20 kotłów parowych Belville'a, 2 śruby napędowe
- szybkość maksymalna: 17,5 węzła
- zapas paliwa: 787 t, max. 1235 t węgla
- zasięg przy prędkości: 3200 mil morskich / 10 w
- załoga: 782-837

Uzbrojenie:
- 4 działa kaliber 305 mm Zakładów Obuchowskich wz.1892 w wieżach na dziobie i rufie (2xII)
  - długość lufy L/40 (40 kalibrów), masa pocisku 331,3 kg, kąt podniesienia 15°, donośność 12 950 m (zapas po 60 pocisków na działo)
- 12 dział 152 mm Canet wz.1891 w wieżach (6xII)
  - długość lufy L/45, masa pocisku 41,3 kg, donośność 9600 m (po 210 pocisków na działo)
- 20 dział 75 mm Canet wz.1891 w kazamatach
  - długość lufy L/50, masa pocisku 4,9 kg, donośność 7700 m (po 300 pocisków na działo)
- 20 dział 47 mm wz.1896 Hotchkiss L/43
- 2 działa 37 mm wz.1896 Hotchkiss (na kutrach)
- 10 karabinów maszynowych
- + 2 działa 63,5 mm Baranowskiego wz.1882 L/19 dla oddziałów desantowych
- 4 wyrzutnie torpedowe 381 mm (1 stała nadwodna dziobowa, 1 stała nadwodna rufowa, 2 podwodne burtowe)
- 2 kutry parowe z miotaczami min

Opancerzenie: (opis w tekście, stal pancerna Kruppa)
- burty:
  - główny pas pancerny: 194–125 mm
  - górny pas pancerny: 152–102 mm
  - kazamaty dział 75 mm: 76 mm
  - przegroda przeciwtorpedowa: 43 mm
- pokład pancerny:
  - górny: 50–25 mm
  - główny: 51–32 mm
  - dolny: 43–25 mm
- wieże dział artylerii głównej: 254 mm (od góry 63 mm, inne dane 50,8 mm)
- barbety: 229–203 mm
- wieże dział 152 mm: 152 mm (od góry 50,8 mm, inne dane 30 mm)
- wieża dowodzenia(inne języki): 203 mm
- masa: 3555 t.

## Dalsza literatura
- Michał Glock. Pechowcy spod Cuszimy. Zarys historii pancerników typu Borodino, "Morze, Statki i Okręty" nr 5/2009, s.46